# آلرن
هالرینگ (به فرانسوی: Hallering) یک کمون در فرانسه است که در Canton of Faulquemont واقع شده‌است.

## خصوصیات
هالرینگ ۳٫۵۵ کیلومترمربع مساحت و ۱۰۲ نفر جمعیت دارد و ۴۰۰ متر بالاتر از سطح دریا واقع شده‌است.